# Megan Terry
Megan Terry, pseudonimo di Marguerite Duffy (Seattle, 22 luglio 1932 – Omaha, 12 aprile 2023) è stata una drammaturga e sceneggiatrice statunitense.
Ha prodotto oltre cinquanta opere per il teatro, la radio e la televisione ed è conosciuta per la sua produzione teatrale d'avanguardia negli anni sessanta del Novecento. Come membro fondatore di The Open Theatre, ha sviluppato una tecnica di formazione degli attori e di creazione del personaggio nota come "trasformazione". Ha usato questa tecnica per realizzare nel 1966 l'opera Viet Rock, il suo primo musical rock e la prima opera teatrale incentrata sulla guerra in Vietnam.

## Biografia
Marguerite Duffy è nata a Seattle, Washington, il 22 luglio 1932, unica figlia di Marguerite Henry e di Harold Joseph.
Ha mostrato interesse per il teatro per la prima volta dopo aver assistito all'età di sette anni ad uno spettacolo al Seattle Repertory Playhouse, così da lei ricordato: "Sono andata e ho guardato il palco e mi sono innamorata perdutamente ... sapevo che volevo farlo, qualunque cosa fosse". Da bambina scrisse, disegnò e diresse scenografie e spettacoli messi in scena nel cortile della casa della sua famiglia, guadagnandosi dal padre, che tuttavia non approvava il suo interesse per il teatro, i soprannomi "Tallulah Blackhead" e "Sarah Heartburn".

### Formazione
Dopo anni di partecipazione a recite scolastiche, durante il suo ultimo anno di liceo Terry diventò un membro della compagnia teatrale del Seattle Repertory Playhouse. Il teatro era gestito da Burton e Florence James; quest'ultima, direttrice del teatro, aveva studiato con Stanislavsky. I James insegnavano d'estate alla Banff School of Fine Arts di Alberta, in Canada, e dopo che Terry nel 1950 conseguì il diploma alle superiori, le fecero ottenere una borsa di studio per studiare recitazione e regia al Banff, dove nel 1952-53 ottenne il diploma in regia, design e recitazione.

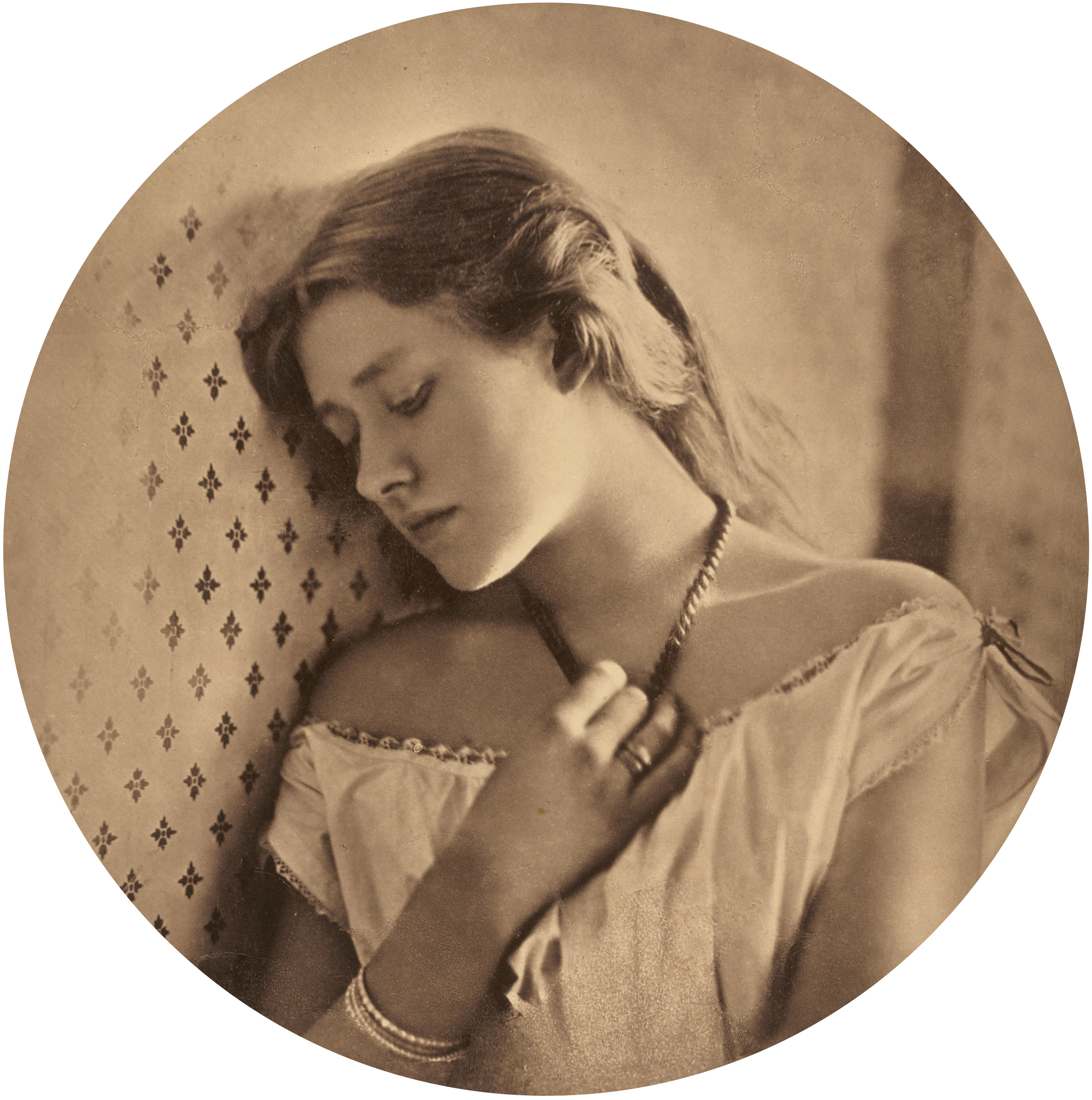
Ellen Terry in una foto di Julia Margaret Cameron, 1864

Qui conobbe l'attrice comica Myra Benson, dalla quale avrebbe imparato in seguito ad usare il senso dell'umorismo contrapponendolo a momenti di tensioni drammatica. Le convinzioni politiche liberali e l'attivismo dei James avrebbero inoltre influenzato la sua visione sul ruolo del teatro nella società e sul suo legame con la politica. La chiusura nel 1951 del Seattle Repertory Playhouse sotto la pressione della Commissione per le attività antiamericane della Camera, rafforzò il suo successivo uso di commenti politici sul palco.
Terry iniziò ad interessarsi al teatro come strumento per l'educazione dei giovani mentre lavorava come direttore tecnico dell'Edmonton Children's Theatre. In quello stesso periodo studiò psicologia e sociologia all'Università di Alberta e poi all'Università di Washington.
Dopo la laurea, decise di concentrarsi sul teatro per bambini e iniziò a insegnare nel più vecchio conservatorio di spettacoli di Seattle, la Cornish School of Allied Arts; organizzò anche il suo primo ensemble, i Cornish Players.
In quel periodo scrisse una serie di controverse commedie per giovani che trattavano questioni come il sesso e la politica, e adottò uno pseudonimo per proteggere la sua carriera professionale di drammaturga dai suoi colleghi più conservatori. Scelse il nome Megan perché era la radice celtica di Marguerite, e Terry in omaggio all'attrice ottocentesca Ellen Terry.

### New York
Le sue prime opere teatrali - Beach Grass and Go out (1955) e Move the Car (1955) - furono rappresentate a Seattle, ma la moderazione teatrale e politica della comunità artistica della città non agì da stimolo per il suo lavoro, e decise di trasferirsi a New York.
Giunta nella Grande Mela, continuò a scrivere opere teatrali che trattavano di questioni sociali e politiche, tra cui The Magic Realist (1960), che utilizzava tecniche di vaudeville per parodiare l'iniquità della struttura di potere economico capitalista e i suoi effetti su individui, famiglie e giustizia penale, e Ex-Miss Copper Queen on a Set of Pills, la storia di un'ex reginetta di bellezza diventata prostituta per sostenere la sua tossicodipendenza. Ex-Miss Copper Queen on a Set of Pills venne presentata nel 1963 al Playwrights Unit Workshop di Edward Albee. Nonostante il successo di queste prime produzioni, Terry dovette mantenersi lavorando come attrice in serie televisive.
Nel suo tempo libero, approfondì i suoi legami con la comunità teatrale, stringendo amicizia con la collega drammaturga Maria Irene Fornes e il regista Joseph Chaikin. Chaikin stava allora lavorando con The Living Theatre. Terry e Chaikin, insieme a Peter Feldman e Barbara Vann, fondarono The Open Theatre nel 1963.

#### The Open Theatre
L'Open Theatre era una cooperativa passata da un laboratorio sperimentale chiuso, a un gruppo teatrale particolarmente ispirato al lavoro dell'insegnante di recitazione, Nola Chilton, e all'innovatrice dei giochi teatrali Viola Spolin.
Insieme ai suoi colleghi all'Open Theatre, Terry iniziò a lavorare su determinati esercizi per produrre un nuovo tipo di performance collaborativa e non gerarchica, che vedeva il concetto di "spettacolo" come un continuo processo, piuttosto che un prodotto finale. Gli attori dovevano essere pronti a improvvisi cambiamenti di umore, stato emotivo, carattere, dimensione temporale, interrompendo il senso di immersione del pubblico.
Il contributo più significativo di Terry al crescente repertorio di esercizi di The Open Theatre è rappresentato da una tecnica di improvvisazione, i cosiddetti "giochi di trasformazione", volti ad ampliare l'abilità tecnica dell'attore rendendolo in grado di cambiare sesso, età, classe o rappresentare un oggetto senza vita, di "trasformarsi" per rispondere a situazioni diverse. Il principio dell'Open Theatre si basava infatti sulla considerazione dell'essere umano come aggregato di contraddizioni e di sfaccettature, ogni "ruolo" fisso doveva essere accantonato. L'esempio proposto da Terry era il gioco dei bambini, che trasformano un manico di scopa in un cavallo, un tappeto magico, un razzo, una pistola, una strega.

Questi esercizi hanno alimentato il lavoro di Terry mentre lei e la compagnia producevano spettacoli come Keep Tightly Closed in a Cool Dry Place allo Sheridan Square Playhouse e In the gloaming, Oh My Darling al Martinique Theatre, entrambi nel 1965. Gli esperimenti teatrali autoguidati furono interrotti dall'indignazione della compagnia per la decisione degli Stati Uniti di entrare in guerra contro il Vietnam. In segno di protesta, Terry e il suo gruppo iniziarono a lavorare su quello che sarebbe diventato Viet Rock:

#### Viet Rock
Viet Rock, una produzione fondamentale sia per The Open Theatre che per Terry come drammaturga, fu il primo musical rock scritto ed eseguito negli Stati Uniti e la prima opera teatrale che affrontava il coinvolgimento di questo paese nella guerra in Vietnam. Il pezzo creato collettivamente mescolava improvvisazioni realizzate nel laboratorio The Open Theatre, con musiche di Marianne de Pury. Il musical venne presentato in anteprima Off-Off Broadway al La MaMa Experimental Theatre Club e allo Yale Repertory Theatre prima di essere messo in scena off-Broadway al Martinique Theatre il 10 novembre 1966.
Terry descrisse Viet Rock come un "film di guerra popolare" sulle "futilità e irrilevanze" della guerra e sugli "incubi, fantasie, rimpianti, terrori, confusioni" della guerra del Vietnam. Viet Rock trasmette "il bombardamento di impressioni che riceviamo dai mass media" insieme a testimonianze di prima mano sulla guerra. Seguendo le vite di sette soldati in prima linea, il cast, prevalentemente femminile, ha giustapposto scene intime, come un ragazzo che striscia sulla pancia e dice: "Non vedo l'ora di arrivare e fare una strage al mercato nero!" con attori che eseguono brani rock ritmati come Let's go gay with LBJ!.
Simile agli esercizi di "trasformazione" svolti in precedenza nei seminari, Viet Rock raccolse le storie personali dei veterani e le incorporò in una testimonianza satirica contro la guerra con una colonna sonora rock and roll. Richard Schechner ha descritto il Viet Rock come "elisabettiano per portata e tono" e ha paragonato la tecnica usata dall'Open Theatre a quella di Shakespeare. Alcuni hanno elogiato il vigore della protesta sociale dell'opera, mentre altri no. Il critico del New York Times Walter Kerr ha definito il musical "veramente angosciante" e "un rumore essenzialmente sconsiderato che proviene solo dall'intestino".
Il membro del cast Gerome Ragni prese in prestito il tema contro la guerra, la tecnica di improvvisazione e l'estetica rock and roll di Terry per creare il musical Hair con il collega attore James Rado.

### Carriera successiva
A seguito delle recensioni contrastanti di Viet Rock, tradotto e prodotto a livello internazionale, Terry lasciò New York e The Open Theatre. Si trasferì in Minnesota e divenne la writer-in-residence per Minneapolis' Firehouse Theatre, dove in precedenza era stata una Rockefeller Fellow durante lo sviluppo di Keep Tightly Closed in a Cool Dry Place.
L'opera teatrale di Terry, Jack Jack, presentata al Firehouse Theatre, fu un successo per il teatro d'avanguardia, durando più a lungo di qualsiasi altra commedia dall'apertura del teatro nel 1963.
L'opera racconta la storia di un ragazzo di nome Danny, che persegue gli ideali americani di vita, libertà e ricerca della felicità, e di un gigante di nome Jack Jack, che rappresenta la morte, l'oppressione e la violenza. È sottotitolato "A Trip", che, secondo la recensione del New York Times, sarebbe da intendersi "in senso psichedelico".
Per diversi anni Terry divise il suo tempo tra il teatro in Minnesota e le commissioni per la televisione e la radio pubblica, incluso il programma Home: Or Future Soap (1968). Tornò a New York per sviluppare nuovi spettacoli come Changes (1968) al La MaMa Experimental Theatre Club, St. Hydro Clemency e Massachusetts Trust, tutti diretti da Tom O'Horgan.

#### Women's Theatre Council
Approaching Simone (1970), la commedia di Terry sulla filosofa femminista francese Simone Weil, vinse l'Obie Award 1969/1970 per la migliore opera off-Broadway. Dopo questo spettacolo Terry mostrò un maggiore interesse per le questioni femminili e iniziò a lavorare per aumentare la visibilità delle donne in teatro. Insieme a Fornes, Rosalyn Drexler, Julie Bovasso, Adrienne Kennedy e Rochelle Owens, fondò il Women's Theatre Council di New York nel 1972. Sebbene questa esperienza sia stata di breve durata, servì ad avviare lo sviluppo del teatro femminista degli anni '70 e facilitò la produzione di numerose importanti commedie femministe.
Nel 1973, mentre era a New York, Terry riprese i contatti con Chaikin e The Open Theatre per lavorare con gli altri drammaturghi Sam Shepard e Jean-Claude van Itallie alla produzione finale della compagnia, Nightwalk. Finita quest'opera, Terry lasciò nuovamente New York e si stabilì al Magic Theatre a Omaha, in Nebraska, dove risiedette per il resto della sua carriera come drammaturga residente e manager letteraria.
In riconoscimento dei suoi successi e delle sue innovazioni nel teatro, nel 1994 Terry è stata eletta membro a vita del College of Fellows of the American Theatre. Altri suoi premi includono il Dramatists Guild Award del 1983, una medaglia d'argento dell'Academy of Theatre Arts per "contributi illustri e servizio nel teatro americano", una Yale e una Guggenheim Fellowship, un Robert Chesley Award, due Rockefeller Foundation borse di studio e una borsa di studio per la letteratura del National Endowment for the Arts.
Le sue opere sono conservate presso la New York Public Library for the Performing Arts al Lincoln Center e presso la Omaha Public Library .

## Opere selezionate

### Teatro
- 1955: Beach Grass - Seattle, Washington
- 1955: Go Out and Move the Car - Seattle, Washington
- 1955: Seascape - Seattle, Washington
- 1961: New York Comedy - Saratoga Springs, New York
- 1963: Ex-Miss Copper Queen on a Set of Pills - Sheridan Square Playhouse, New York City
- 1963: Eat at Joe's - The Open Theater, New York
- 1963: When My Girlfriend Was Still All Flowers - The Open Theater, New York
- 1964: Calm Down Mother - Sheridan Square Playhouse, New York
- 1965: Keep Tightly Closed in a Cool, Dry Place - Firehouse Theatre, Minneapolis
- 1966: The Magic Realists - La MaMa Experimental Theatre Club[29] e Sheridan Square Playhouse, New York
- 1966: Comings and Goings - La MaMa Experimental Theatre Club[30]
- 1966: In the Gloaming, Oh My Darling - Martinique Theater
- 1966: Viet Rock: A Folk War Movie (musica di Marianne de Pury) - La MaMa Experimental Theatre Club, Martinique Theater, The Open Theater, New York (pubblicato da Broadway Play Publishing in Plays by Megan Terry)[31]
- 1967: The People vs. Ranchman - La MaMa Experimental Theatre Club (prodotto da the Firehouse Theatre, Minneapolis)[32]
- 1968: Massachusetts Trust - Spingold Theater, Brandeis University, Waltham, Massachusetts[33]
- 1968: Changes - diretto da Tom O'Horgan at La MaMa Experimental Theatre Club[34]
- 1968: Keep Tightly Closed in a Cool Dry Place - La MaMa Experimental Theatre Club[35]
- 1968: Jack Jack - Firehouse Theater, Minneapolis, diretto da Sydney Walter
- 1970: Approaching Simone - La MaMa Experimental Theatre Club e Boston University Theater, Massachusetts (pubblicato da Broadway Play Publishing in Plays by Megan Terry)[36]
- 1973: Couplings and Groupings
- 1973: Nightwalk (con Sam Shepard e Jean-Claude van Itallie) - The Open Theater, New York City
- 1974: Babes In The Bighouse - Magic Theater, Omaha, Nebraska (pubblicato da Broadway Play Publishing in Plays by Megan Terry)
- 1974: Hothouse
- 1974: Calm Down Mother and The Gloaming, Oh My Darling - La MaMa Experimental Theatre Club[37]
- 1978: American King's English for Queens
- 1979: Attempted Rescue on Avenue B: A Beat Fifties Comic Opera
- 1979: Goona Goona - Magic Theater, Omaha, Nebraska (pubblicato da Broadway Play Publishing)
- 1982: Molly Bailey's Traveling Family Circus: Featuring Scenes from the Life of Mother Jones
- 1985: Objective Love I - Magic Theater, Omaha, Nebraska (pubblicato da Broadway Play Publishing, 2012)
- 1990–1992: Star Path Moon Stop - scritto per Magic Theatre
- 1995: No Kissing in Hall - commissionato da J. Larson of Rose Theatre, Omaha, Nebraska

### Televisione
- 1955: The Dirt Boat - KING-TV, Seattle, Washington
- 1968: Home or Future Soap (diretto da Glenn Jordan) - Channel 13 New York
- 1969: One More Little Drinkie - Channel 13 New York

### Spettacoli radiofonici
- 1968: Sanibel and Captiva (commedia radiofonica prodotta sulla radio nazionale da PBS-Boston)
- 1972: American Wedding Ritual Monitored/Transmitted by the Planet Jupiter
- 1974: Home: Or Future Soap